# Campeonato Nacional de Martinica 2021-22
El Campeonato Nacional de Martinica 2021-22 fue la 102.ª edición del Campeonato Nacional de Martinica.

## Equipos participantes
- Aiglon du Lamentin
- AS Samaritaine
- Assaut Saint-Pierre
- Club Colonial
- Club Franciscain
- CO Trénelle
- CS Case-Pilote (P)
- Éclair de Rivière-Salée (P)
- Essor-Préchotain
- Golden Lion FC (C)
- Golden Star
- New Star Ducos FC
- Olympique Marin
- RC Lorrain
- RC Rivière-Pilote
- RC Saint-Joseph
- UJ Monnerot
- US Diamantinoise (P)
- US Riveraine (P)
- US Robert

## Ronda Regular
Actualizado el 22 de Mayo de 2022

### Grupo A
| Pos. | Equipo                      | PJ | PG | PE | PP | GF | GC | DG  | Pts. | Clasificado a               |
| ---- | --------------------------- | -- | -- | -- | -- | -- | -- | --- | ---- | --------------------------- |
| 1    | Golden Lion FC              | 18 | 13 | 4  | 1  | 55 | 17 | +38 | 61   | Semifinales                 |
| 2    | CO Trénelle                 | 18 | 11 | 4  | 3  | 33 | 15 | +18 | 55   | Cuartos de final            |
| 3    | US Robert                   | 18 | 10 | 3  | 5  | 22 | 16 | +6  | 51   | Cuartos de final            |
| 4    | AS Samaritaine              | 18 | 9  | 5  | 4  | 31 | 15 | +16 | 50   |                             |
| 5    | US Diamantinoise            | 18 | 5  | 9  | 4  | 25 | 23 | +2  | 42   |                             |
| 6    | RC Saint-Joseph             | 18 | 5  | 8  | 5  | 28 | 21 | +7  | 41   |                             |
| 7    | RC Lorrain                  | 18 | 5  | 4  | 9  | 21 | 30 | -9  | 37   | Play-off por la permanencia |
| 8    | Olympique Marin             | 18 | 3  | 6  | 9  | 18 | 30 | -12 | 33   | Play-off por la permanencia |
| 9    | RC Rivière-Pilote (R)       | 18 | 4  | 1  | 13 | 18 | 45 | -27 | 31   | Promoción de Honor 2022-23  |
| 10   | Éclair de Rivière-Salée (R) | 18 | 2  | 2  | 14 | 11 | 51 | -40 | 26   | Promoción de Honor 2022-23  |

### Grupo B
| Pos. | Equipo               | PJ | PG | PE | PP | GF | GC | DG  | Pts. | Clasificado a               |
| ---- | -------------------- | -- | -- | -- | -- | -- | -- | --- | ---- | --------------------------- |
| 1    | Club Colonial        | 18 | 14 | 4  | 0  | 46 | 12 | +34 | 64   | Semifinales                 |
| 2    | Club Franciscain     | 18 | 12 | 4  | 2  | 53 | 15 | +38 | 58   | Cuartos de final            |
| 3    | Aiglon du Lamentin   | 18 | 11 | 3  | 4  | 30 | 17 | +13 | 54   | Cuartos de final            |
| 4    | CS Case-Pilote       | 18 | 8  | 3  | 7  | 28 | 25 | +3  | 45   |                             |
| 5    | Golden Star          | 18 | 7  | 6  | 5  | 22 | 20 | +2  | 45   |                             |
| 6    | Assaut Saint-Pierre  | 18 | 6  | 5  | 7  | 22 | 24 | -2  | 41   |                             |
| 7    | US Riveraine         | 18 | 4  | 6  | 8  | 19 | 21 | -2  | 36   | Play-off por la permanencia |
| 8    | New Star Ducos FC    | 18 | 2  | 7  | 9  | 10 | 34 | -24 | 31   | Play-off por la permanencia |
| 9    | Essor-Préchotain (R) | 18 | 4  | 3  | 11 | 23 | 50 | -27 | 33   | Promoción de Honor 2022-23  |
| 10   | UJ Monnerot (R)      | 18 | 0  | 3  | 15 | 8  | 42 | -34 | 21   | Promoción de Honor 2022-23  |

## Cuartos de final
| Local            | Resultado | Visita             |
| ---------------- | --------- | ------------------ |
| CO Trénelle      | 0 - 1     | Aiglon du Lamentin |
| Club Franciscain | 3 - 0     | US Robert          |

## Semifinales
| Local          | Resultado        | Visita             |
| -------------- | ---------------- | ------------------ |
| Golden Lion FC | 0 - 0 (7 - 6 p.) | Aiglon du Lamentin |
| Club Colonial  | 0 - 1            | Club Franciscain   |

## Gran Final
| Local              | Resultado | Visita           |
| ------------------ | --------- | ---------------- |
| Golden Lion FC (C) | 3 - 1     | Club Franciscain |

## Playoff por la permanencia
| Local        | Resultado | Visita            |
| ------------ | --------- | ----------------- |
| RC Lorrain   | 4 - 3     | New Star Ducos FC |
| US Riveraine | 2 - 3     | Olympique Marin   |

## Promoción y descenso
| Local           | Resultado        | Visita       |
| --------------- | ---------------- | ------------ |
| RC Lorrain      | 0 - 0 (1 - 3 p.) | Good Luck FC |
| Olympique Marin | 1 - 2            | AC Vert-Pré  |